# PDP-8

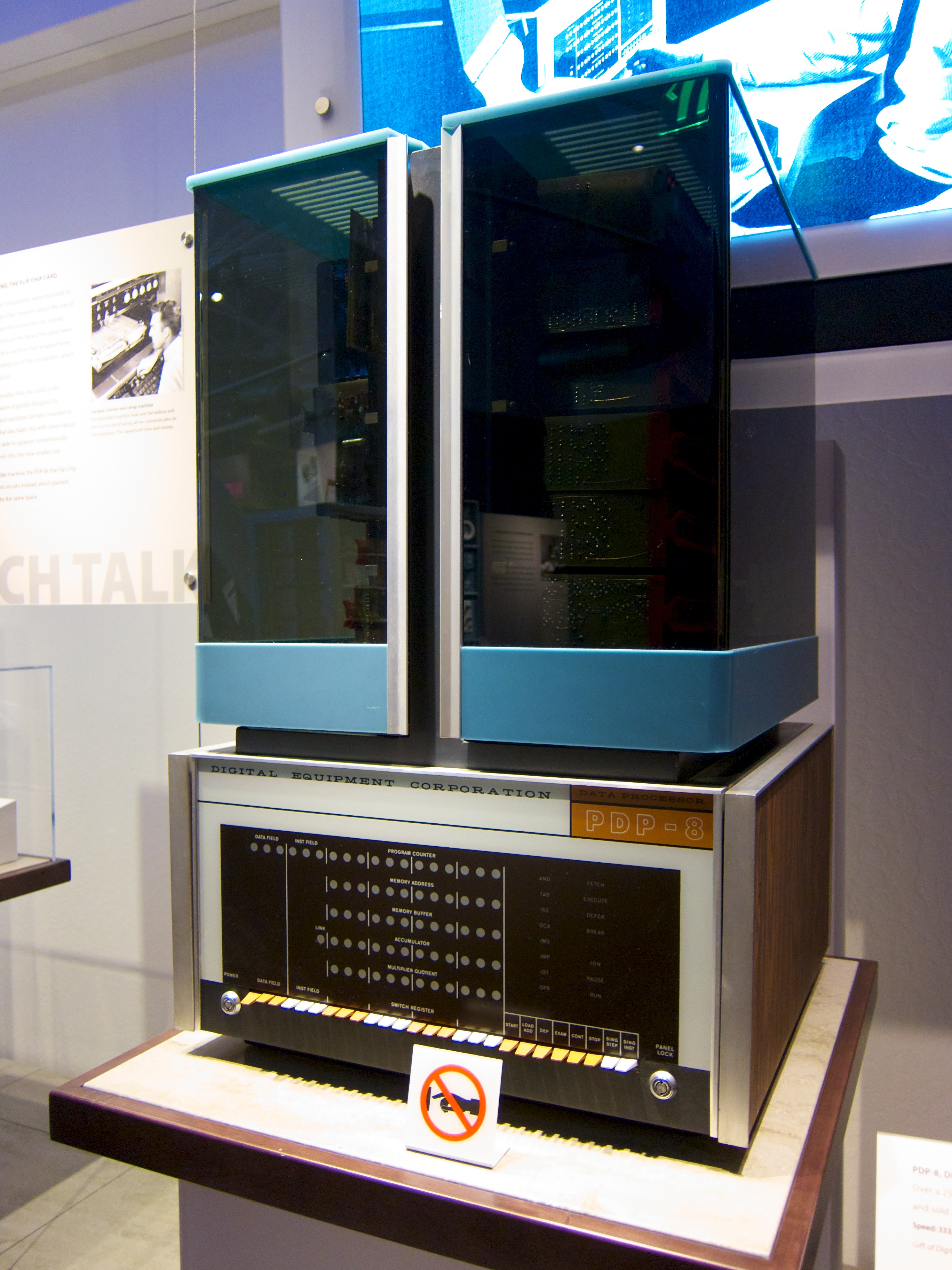
PDP-8

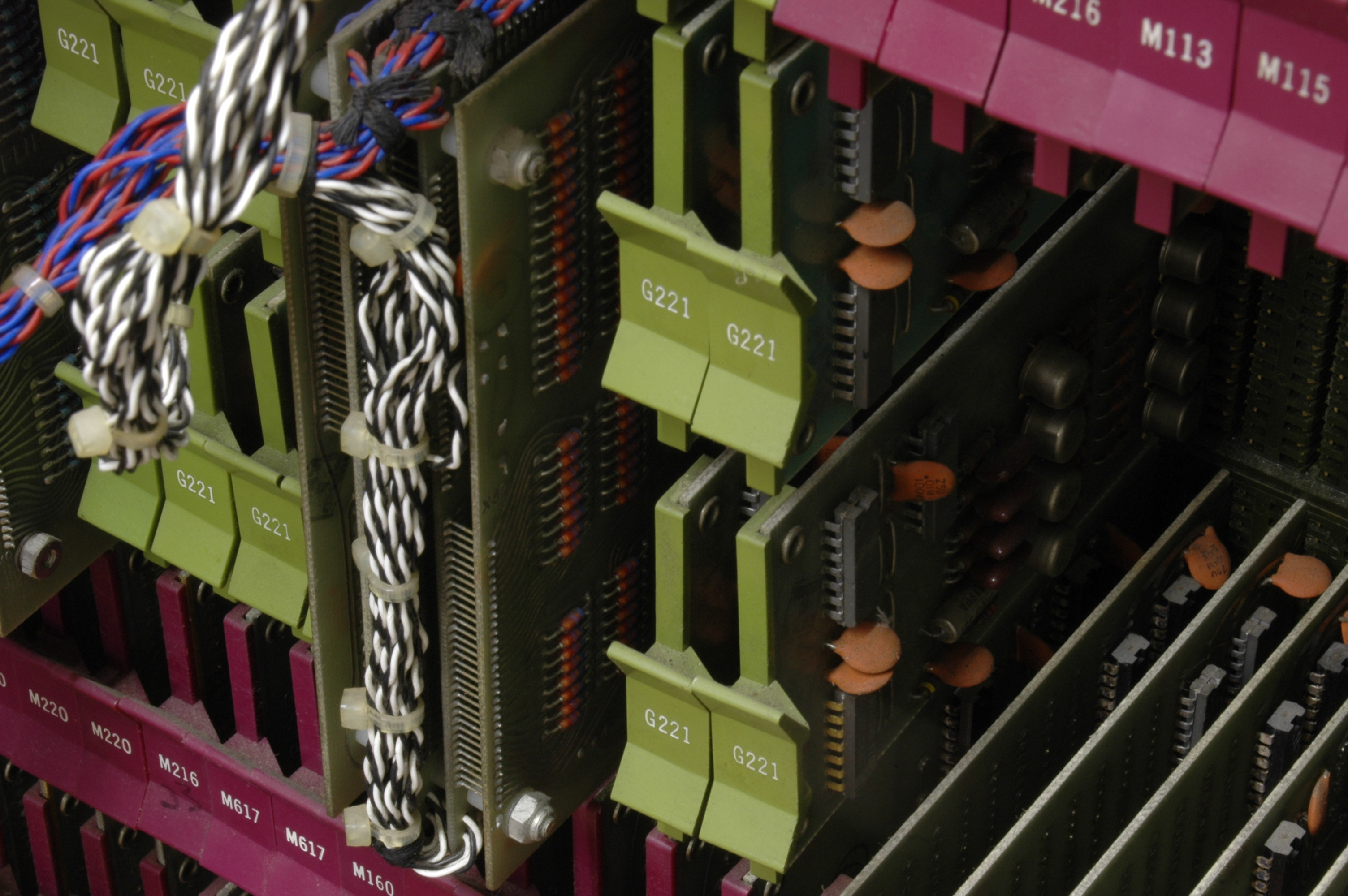
PDP-8是微處理晶片發明前的電腦，採用大量電晶體電路板當核心

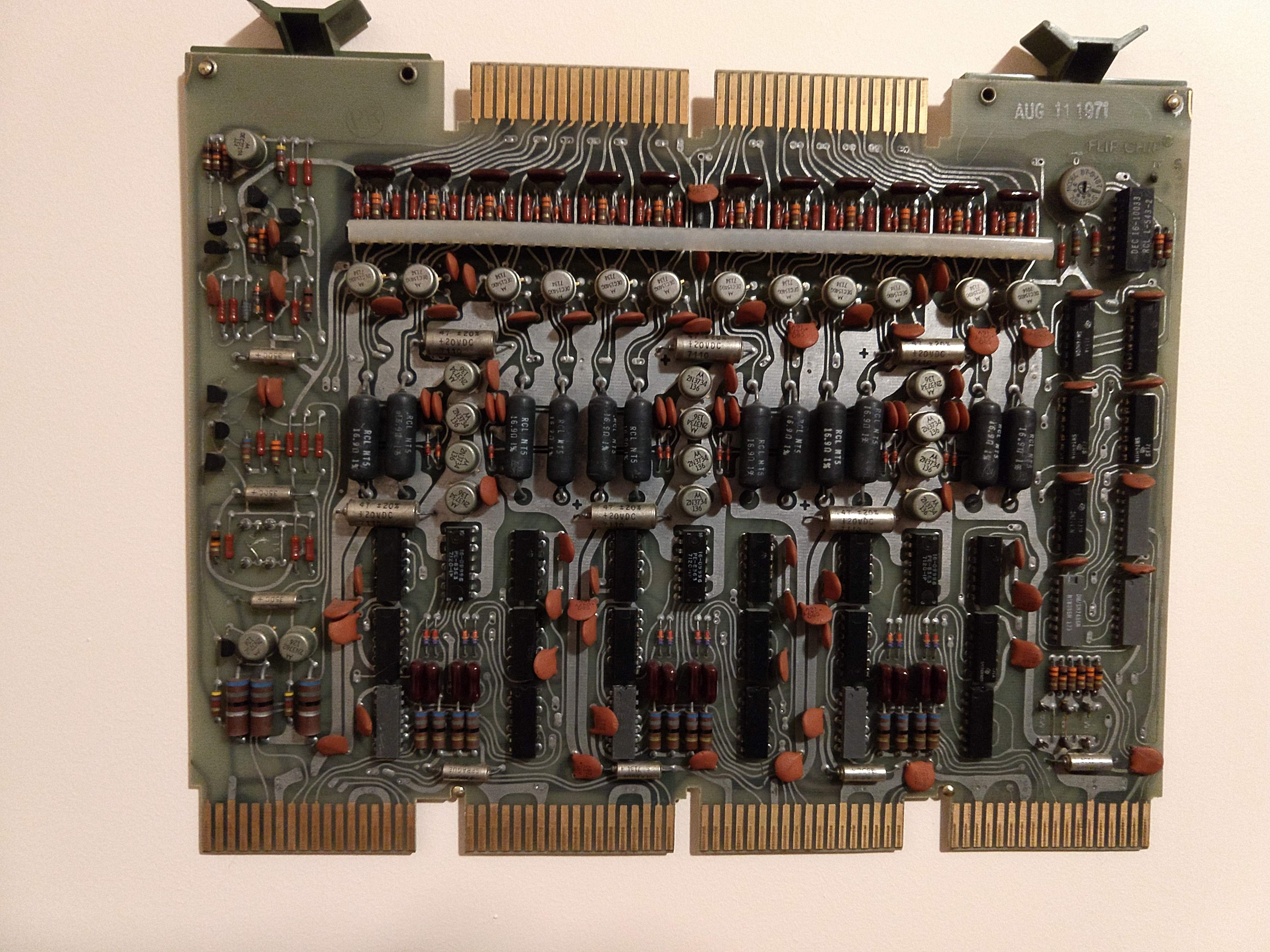
記憶體板

PDP-8，由迪吉多公司推出的一款迷你電腦，是PDP產品系列之一。在1965年3月22日推出，是第一款採用電晶體技術的迷你電腦，它是第一款成功的商品化迷你電腦，被認為是個人電腦的先驅。
最早的PDP-8，採用封裝在Flip Chip板卡上的電晶體邏輯（Diode–transistor logic）來運作。